# The End of the Ring Wars
The End of the Ring Wars è il primo album discografico del gruppo musicale statunitense The Appleseed Cast. È caratterizzato da sonorità principalmente emo e rock, più dure rispetto a quelle dei successivi album.

## Tracce
1. Marigold and Patchwork
2. Antihero
3. On Sidewalks
4. Moment #72
5. Stars
6. December 27, 1990
7. The Last Ring
8. 16 Days
9. Dreamland
10. Portrait
11. Untitled 1/2